# Lijst van Scarabaeiformia in Nederland
Dit is een lijst van Scarabaeiformia in Nederland. Scarabaeiformia zijn een infraorde van kevers. De lijst is gebaseerd op het Nederlands Soortenregister en bevat 120 soorten die in het wild zijn aangetroffen. Van 106 soorten is bekend dat zij inheems zijn of langer dan tien jaar zijn gevestigd. Deze soorten zijn in de lijst vet gemarkeerd. Exoten zijn gemarkeerd met een asterisk (*).

## FamilieBolboceratidae(Cognackevers)
- Odonteus armiger

## FamilieGeotrupidae(Mesttorren)
- Geotrupes mutator (Paardenmestkever)
- Geotrupes niger
- Geotrupes spiniger (Doornmestkever)
- Geotrupes stercorarius (Gewone mestkever)
- Geotrupes stercorosus
- Geotrupes vernalis (Voorjaarsmestkever)
- Typhaeus typhoeus (Driehoornmestkever)

## FamilieGlaphyridae
- Pygopleurus distinctus*

## FamilieLucanidae(Vliegende herten)

### OnderfamilieLucaninae
- Dorcus parallelipipedus (Klein vliegend hert)
- Lucanus cervus (Vliegend hert)
- Platycerus caraboides (Blauw vliegend hert)

### OnderfamilieSyndesinae
- Sinodendron cylindricum (Rolrond vliegend hert)

## FamilieScarabaeidae(Bladsprietkevers)

### OnderfamilieAphodiinae
- Aegialia arenaria (Bolronde helmkever)
- Aegialia mimica
- Aegialia rufa
- Aphodius arenarius
- Aphodius ater
- Aphodius borealis
- Aphodius brevis
- Aphodius coenosus
- Aphodius conspurcatus
- Aphodius consputus
- Aphodius contaminatus
- Aphodius corvinus
- Aphodius depressus
- Aphodius distinctus (Geelgevlekte veldmestkever)
- Aphodius erraticus
- Aphodius fasciatus
- Aphodius fimetarius (Roodschildveldmestkever)
- Aphodius foetens
- Aphodius foetidus
- Aphodius fossor (Zwarte veldmestkever)
- Aphodius granarius
- Aphodius haemorrhoidalis
- Aphodius ictericus
- Aphodius lividus
- Aphodius luridus (Geelbruine veldmestkever)
- Aphodius maculatus
- Aphodius merdarius
- Aphodius niger
- Aphodius obliteratus
- Aphodius paracoenosus
- Aphodius paykulli
- Aphodius pictus
- Aphodius plagiatus
- Aphodius porcus
- Aphodius prodromus (Zwervende mestkever)
- Aphodius proximus
- Aphodius punctatosulcatus
- Aphodius pusillus
- Aphodius quadrimaculatus (Roodgevlekte veldmestkever)
- Aphodius reyi
- Aphodius rufipes (Roodpootveldmestkever)
- Aphodius rufus
- Aphodius satellitius
- Aphodius scrofa
- Aphodius sordidus
- Aphodius sphacelatus
- Aphodius sticticus
- Aphodius subterraneus
- Aphodius tomentosus
- Aphodius zenkeri
- Diastictus vulneratus
- Euheptaulacus sus
- Euheptaulacus villosus
- Heptaulacus testudinarius
- Oxyomus sylvestris (Dwergmestkevertje)
- Pleurophorus caesus
- Psammodius asper (Gegroefde duinzandkever)
- Rhyssemus germanus

### OnderfamilieCetoniinae
- Cetonia aurata (Gouden tor)
- Gnorimus nobilis (Edelman)
- Gnorimus variabilis
- Osmoderma eremita (Juchtleerkever)
- Oxythyrea funesta
- Protaetia marmorata'
- Protaetia metallica'
- Thyreogonia costata*
- Trichius fasciatus (Penseelkever)
- Trichius gallicus
- Trichostetha fascicularis*
- Trigonopeltastes geometricus*
- Tropinota hirta*
- Valgus hemipterus (Kortvleugelboorkever)

### OnderfamilieDynastinae
- Ancognatha scarabaeoides*
- Oryctes nasicornis (Neushoornkever)

### OnderfamilieMelolonthinae
- Amphimallon ruficorne
- Amphimallon solstitiale (Junikever)
- Holotrichia parallela*
- Hoplia argentea*
- Hoplia graminicola
- Hoplia philanthus (Meelbloemkever)
- Maladera castanea*
- Maladera holosericea
- Melolontha melolontha (Meikever)
- Melolontha hippocastani (Zandmeikever)
- Polyphylla fullo (Julikever)
- Rhizotrogus aestivus
- Serica brunna

### OnderfamilieRutelina
- Anisoplia villosa (Harige bladvreter)
- Anomala cuprea*
- Anomala dubia
- Chaetopteroplia segetum
- Exomala orientalis*
- Phyllopertha horticola (Johanneskever)

### OnderfamilieScarabaeinae
- Copris lunaris (Eenhoornmestkever)
- Onthophagus coenobita
- Onthophagus fracticornis (Breedhoornmestkever)
- Onthophagus illyricus
- Onthophagus joannae
- Onthophagus nuchicornis (Rechthoornpillendraaier)
- Onthophagus ovatus
- Onthophagus similis
- Onthophagus taurus (Rundermestpillendraaier)
- Onthophagus vacca (Koemestpillendraaier)

## FamilieTrogidae(Beenderknagers)
- Trox hispidus
- Trox perlatus
- Trox sabulosus (Lompenkever)
- Trox scaber (Ruwe beenderknager)

bastaardsnuitkevers · beenderknagers · bladkevers · bladsprietkevers · boksnuittorren · boktorren · kniptorren · loopkevers · (echte) mestkevers · sigarenmakers · snuitkevers · soldaatjes · spitsmuisjes · vliegende herten · totaaloverzicht